# ライフ (2017年の映画)
『ライフ』（Life）は、2017年にアメリカ合衆国で公開されたSF映画である。監督はダニエル・エスピノーサ、主演はジェイク・ジレンホールが務めた。

## あらすじ
国際宇宙ステーション（ISS）搭乗のクルー6名は無人火星探査機ピルグリムの回収に成功。探査機が持ち帰った土をISS内で分析したところ、生きた微生物が含まれていることを確認し、クルーたちは喜びに沸く。地球外生命体発見のニュースは地上でも報道され、微生物は「カルビン」と名付けられる。
しかし、実験過程で微生物が急速に成長し、高い知性を持つようになったことが判明。更に大型化・敵対化していくカルビンにクルーたちが次々と襲われる。救難信号で駆けつけたソユーズがドッキングしたが、その目的は汚染されたISSを地球から遠ざけることであり、カルビンの侵入でソユーズのクルーは全滅した。
ISSの生き残りクルーであるデビッドは、カルビンを外宇宙に追いやるために、自らを餌として救命艇に誘い込んだ。しかし、デビッドの思惑を察したカルビンによって、救命艇の進路は地球へと向けられるのだった。

## キャスト
※括弧内は日本語吹替
- デビッド・ジョーダン - ジェイク・ジレンホール（北田理道）： 医者
- ミランダ・ノース - レベッカ・ファーガソン（坂本真綾）： 検疫官
- ローリー・アダムス - ライアン・レイノルズ（加瀬康之）： 航空エンジニア
- ショウ・ムラカミ - 真田広之（桐本拓哉）： システム・エンジニア
- ヒュー・デリー - アリヨン・バカレ（英語版）（竹田雅則）： 宇宙生物学者
- エカテリーナ・“キャット”・ゴロフキナ - オルガ・ディホヴィチナヤ（英語版）（よのひかり）： 司令官
- カズミ - 森尚子： ショウ・ムラカミの妻
- 医師 - 黒田はるか（英語版）

## 製作
2015年11月18日、スカイダンス・プロダクションズがポール・ワーニックとレット・リースが執筆した脚本の映画化に着手したとの報道があり、ダニエル・エスピノーサを起用する意向であるとも報じられた。パラマウント映画が本作の配給権の獲得に乗り出したが、交渉は不首尾に終わった。2016年1月28日、レベッカ・ファーガソンの起用が決まった。2月16日、ライアン・レイノルズが本作に出演するとの報道があった。3月10日、ジェイク・ジレンホールの出演が決まった。15日、ソニー・ピクチャーズエンタテインメントが本作の配給権を購入した。6月23日、真田広之が本作に出演すると報じられた。
2016年7月19日、本作の主要撮影がロンドンのシェパートン・スタジオで始まった。

## 公開
当初、本作の北米公開日は2017年5月26日と発表されていたが、同週に公開される『パイレーツ・オブ・カリビアン/最後の海賊』との競合を避けるために、コロンビア映画は本作の北米公開日を2017年3月24日に前倒しした。

## 興行収入
2017年3月24日、本作は全米3146館で公開され、1250万ドルを稼ぎ出し、週末興行収入ランキング初登場4位となった。

## 評価
本作は批評家から好意的に評価された。映画批評集積サイトのRotten Tomatoesには174件のレビューがあり、批評家支持率は66%、平均点は10点満点で5.9点となっている。サイト側による批評家の見解の要約は「どこかの空間に閉じ込められるというシチュエーションを題材にした映画に新味を吹き込むには至っていない。しかし、『ライフ』はスリリングで、演技の質も高い。それは欠点を補うに足るものだ。」となっている。また、Metacriticには44件のレビューがあり、加重平均値は54/100となっている。なお、本作のCinemaScoreはC+となっている。

## エピソード
真田広之はクルーの中で一番のベテランであるシステム・エンジニアを演じているが、脚本の初期段階では新米宇宙飛行士の設定だった。真田は「ちょっと年齢が過ぎているので、監督に『この設定だとちょっとできません』と話したんです。その後、もう一度話が来て『やってもらえるんだったら一番のベテラン宇宙飛行士にして設定を変える』と言って頂けて、それならできると思った」と語っている。また、役作りをするにあたって監督と打ち合わせをした際、「結婚生活の長い夫婦に初めての子供が生まれるということがどれだけムラカミのキャラクターに影響を及ぼすのかという、その辺を一番じっくりと話しました」と語っている。
監督はリアリティを徹底的に追求し、スタジオにISSのセットを全て実寸大で作り撮影され、セット内のコンピュータのパネルもスイッチが連動しており、真田は「どのスイッチを押すのか動きを間違えるとNGなんです」と舞台裏を明かしている。